# Лудыня, Анна Эрнестовна
Анна Эрнестовна Лудыня-Пабиан (1906—1998) — латвийская и советская оперная певица (меццо-сопрано). Народная артистка Латвийской ССР (1954), лауреат Сталинской премии (1950).

## Биография
Родилась 16 (29 ноября) 1906 года в Риге (ныне Латвия). В 1934 году окончила Латвийскую консерваторию (класс Ф. Коррадо, затем — П. Сакса). В 1931—1932 годах солистка Латышской передвижной оперы, в 1932—1935 годах актриса и солистка Театра крестьянской драмы и Театра русской драмы (Рига). В 1934—1964 годах в труппе Национальной оперы (с 1944 — Театр оперы и балета Латвийской ССР).
В 1948—1961 годах преподавала в Латвийской государственной консерватории (с 1958 года — доцент).
Умерла 4 марта 1998 года.

## Оперные партии
- «К новому берегу» М. О. Зариня — Лавиза
- «Зелёная мельница» М. О. Зариня — Тевине
- «Банюта» А. Я. Калниня — Майга
- «Огни мщения» Э. А. Каппа — Сайма
- «Борис Годунов» М. П. Мусоргского — Марина Мнишек
- «Тихий Дон» И. И. Дзержинского — Аксинья
- «Кащей бессмертный» Н. А. Римского-Корсакова — Кащеевна
- «Царская невеста» Н. А. Римского-Корсакова — Любаша
- «Пиковая дама» П. И. Чайковского — Графиня
- «Иван Сусанин» М. П. Мусоргского — Ваня
- «Кармен» Ж. Бизе — Кармен
- «Аида» Дж. Верди — Амнерис
- «Бал-маскарад» Дж. Верди — Ульрика
- «Лоэнгрин» Р. Вагнера — Ортруда,
- «Валькирия» Р. Вагнера — Фрика
- «Саломея» Р. Штрауса — Иродиада

## Награды и премии
- орден Трудового Красного Знамени (1956)[1]
- народная артистка Латвийской ССР (1954)
- Сталинская премия второй степени (1950) — за исполнение партии Марины Мнишек оперный спектакль «Борис Годунов» М. П. Мусоргского (1949) на сцене ГАТОБ Латвийской ССР